# メキシコ通り駅
座標: 北緯47度31分11秒 東経19度05分28秒 / 北緯47.51972度 東経19.09111度
メキシコ通り駅（-どおりえき、洪:Mexikói út）とはハンガリー共和国ブダペスト県ブダペスト市14区に位置するブダペスト地下鉄1号線の駅である。

## 駅構造
- 相対式ホーム2面2線を有す地下駅。

## 駅周辺
- メキシコ通
- BVSC

## 歴史
- 1973年 - 開業。

## 隣の駅
ブダペスト地下鉄
■1号線
セーチェニ温泉駅 - メキシコ通駅